# Bezzia concoloripes
Bezzia concoloripes är en tvåvingeart som beskrevs av John William Scott Macfie 1940. Bezzia concoloripes ingår i släktet Bezzia och familjen svidknott.
Artens utbredningsområde är Guyana. Inga underarter finns listade i Catalogue of Life.